# Мурад Герай
Мура́д Гера́й (Гире́й) (крым. Murad Geray, مراد كراى‎; 1627—1696) — правитель Крымского ханства. Содействовал заключению Бахчисарайского мира между Османской империей и Русским царством.
Встречающиеся в литературе варианты написания имени: Хаджи Мурад Герай, Хаджи Мурад Гирей.

## Биография
Сын нурэддина Мубарека Герая и внук крымского хана Селямета I Герая. Мурад Герай был нурэддином при Мехмеде IV Герае (1659—1663). Оставив этот пост жил в Турции. В 1678 году сменил Селима I Герая на посту Крымского хана. Вступив на ханский престол, Мурад Герай назначил калгой своего двоюродного брата Тохтамыша Герая, сына Сафы Гирея, а нурэддином — Саадета Герая, сына калги Кырыма Герая.

### Судебные реформы хана Мурад Герая
До реформ хана Мурад Герая шариатский суд Крымского ханства подчинялся муфтию, который назначался духовными властями в Стамбуле. Хан Мурад Герай учредил суд тёре (тёре, яса — свод древних обычаев) и ввёл должность верховного судьи — тёре-баши, которого назначал Крымский хан.
Судебная реформа хана Мурада Герая апеллировала к родовой знати Крыма, так как базировалась на древних сводах законов и тюркских обычаях. Реформа способствовала укреплению положения хана в Крыму, но в Османской империи была воспринята отрицательно.

### Внешняя политика хана Мурада Герая
Во внешней политике Мурад Герай следовал курсу Османской империи, по приказам султана ходил в военные походы Русско-турецкой войны (1672—1681). В 1681 году Содействовал заключению Бахчисарайского мира между Османской империей и Русским царством.

### Остаток дней
В 1683 году на престоле Крымского ханства был утверждён Хаджи II Герай. Мурад Герай подчинился указу османского султана и отправился на жительство в Румелию.
Последние 13 лет своей жизни Мурад Герай провёл в европейской части Турции, в селении Сарадж-Эли около Янболу (ныне — Ямбол в Болгарии), где и был похоронен.

### Документы
- Шертная грамота крымского хана Мурат-Гирея с изложением Бахчисарайского мирного договора между Крымским ханством, Турцией и Россией.